# Goodyear
The Goodyear Tire and Rubber Company es una compañía multinacional fundada en 1898 por Frank Seiberling. Su sede principal está situada en Akron (Ohio), Estados Unidos. Fabrica neumáticos para automóviles, camiones, automóviles de carreras, aviones, maquinaria agrícola y maquinaria pesada. El nombre de la compañía fue puesto en homenaje al inventor del proceso de vulcanización del caucho, Charles Goodyear (1800-1860). En aquellos años fue importante para el uso de vehículos.

## Historia

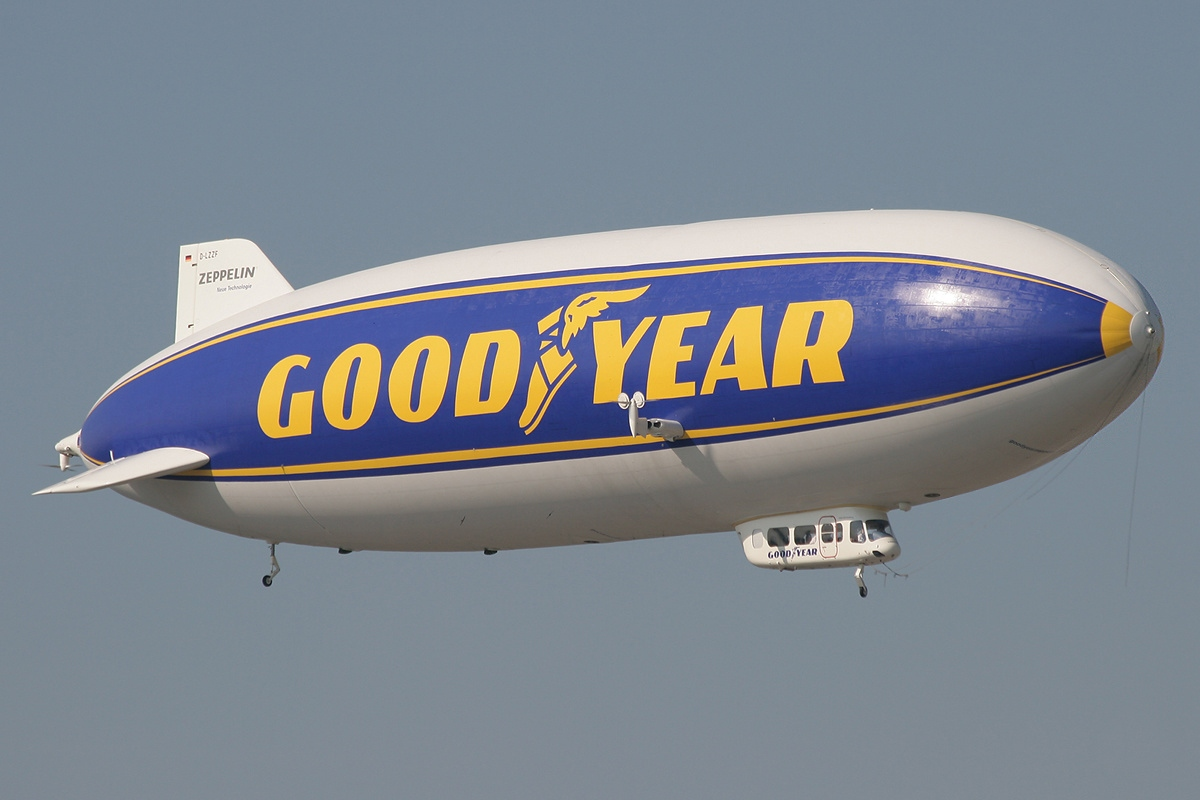
El tradicional dirigible con el logo de la compañía

En 1892, Frank Seiberling, quien en aquel entonces tenía 38 años de edad, adquirió la primera fábrica de la compañía con un desembolso inicial de US$3500 utilizando dinero prestado por un cuñado. El caucho y el algodón, que eran la materia prima de su industria, debían ser transportados desde el otro lado del mundo, hacia un pueblo limitado por no tener salida al mar y comunicado únicamente por ferrocarril.
El 29 de agosto de 1898, fue creada Goodyear con un capital social de US$100 000. El contexto no pudo ser mejor, ya que el furor por las bicicletas se encontraba en pleno auge en los años 1890. Los carruajes sin caballos, a los que algunos se arriesgaban a llamar automóviles, fueron un gran reto. Incluso la depresión de 1893 había comenzado a desvanecerse.
Durante la Segunda Guerra Mundial la compañía, a través de su división Goodyear Aircraft, montó diversos tipos de aviones de combate, entre los cuales merece destacarse el Chance Vought F4U Corsair que en su fábrica se denominó "FG-1A".
Ha sido en la Fórmula 1 donde ha obtenido sus mayores éxitos, con 368 victorias y numerosos campeonatos de constructores que cualquier otra marca. Suministró neumáticos durante muchos años a equipos como Scuderia Ferrari o McLaren y otros equipos hasta 1998. También suministran neumáticos para la NASCAR con el Goodyear Eagle y Wrangler. Antiguamente suministraron neumáticos a la IndyCar Series. Otra curiosidad es que el Batmobile de Batman también ha estado equipado con neumáticos Goodyear.

## Posición en el mercado
Se coloca como una de las empresas multinacionales más importantes del mundo en la fabricación de neumáticos, junto a sus homólogos internacionales Bridgestone, Firestone, Michelin, Continental, etc. Además, el fabricante controla el 75 % de las acciones de la marca Dunlop, una de las principales subsidiarias que maneja actualmente. También es propietaria de marcas como Kelly, Sava y Fulda.

## Origen del nombre
La vulcanización es un proceso mediante el cual se calienta el caucho crudo en presencia de azufre, con el fin de volverlo más duro y resistente al frío. Se dice que fue descubierta accidentalmente por Charles Goodyear en 1839 al volcar un recipiente de azufre y caucho encima de una estufa.

## Origen del pie alado

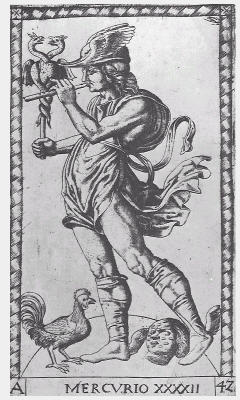
Estatuilla del dios Mercurio que inspiró a Seiberling.

El símbolo del pie alado (wingfoot), conocido en muchas partes, dejó de ser un simple logotipo para ser una marca mundialmente reconocida. Se basa, en gran medida, en Frank Seiberling, fundador de la compañía que, durante muchos años, fue presidente de la misma.
En la casa Seiberling en Akron, en un poste de la barandilla de la escalera, había una estatua del famoso dios mitológico conocido por los antiguos romanos como Mercurio, equivalente para los griegos como Hermes. Convocó a una reunión a la gente de Goodyear para discutir la idea de la marca y el logo más adecuado para poderlo distinguir de otras marcas. Dicha reunión se celebró en la casa Seiberling en agosto de 1900. Entre los bocetos elaborados por varios integrantes de la reunión, uno de ellos sugería a Seiberling que fuera un pie o una bota con alas, simulando la imagen de Mercurio, que si bien es conocido, era el dios más veloz de entre todos.
Todos los accionistas y ejecutivos votaron a favor de que este símbolo fuera el emblema de la compañía y complementaron el logo del pie alado fijando en medio de la palabra «Goodyear». El pie alado que se acordó al principio en 1900, era mucho más grande en relación con la palabra «Goodyear» que el que actualmente se utiliza.

## Instalaciones

### Fábricas en Europa
La fábrica de neumáticos tiene varias sucursales en todo el mundo, en especial en la Unión Europea donde posee y opera 17 instalaciones de fabricación en ocho países:
- Bélgica: en Bruselas.
- Francia: en Amiens, Mirevals, Montlucom y Riom.
- Alemania: en Fuerstenwalde, Fulda, Hanau, Philippsburg, Riesa y Wittlich.
- Luxemburgo: en Colmar-Berg.
- Países Bajos: en Tilburg.
- Polonia: en Debica.
- Eslovenia: en Kranj.
- Reino Unido: en Birmingham y Wolverhampton.

### Fábricas en América Latina
Tiene y opera 7 fábricas en cinco países: cuatro fábricas de neumáticos, una fábrica de material textil, una planta de reencauche para vehículos y maquinaria y una planta de reencauche para neumáticos de aviación. Estas instalaciones están en un área conjunta aproximada de 5 600 000 pies cuadrados (520 256,8 m²). Los países son:
- Brasil: en Sao Paulo, Americana y Santa Bárbara.
- Perú: en Lima.
- Colombia: en Yumbo.
- Chile: en Maipú, Santiago.
- México: en San Luis Potosí.
- Venezuela: en Valencia

### Otras instalaciones

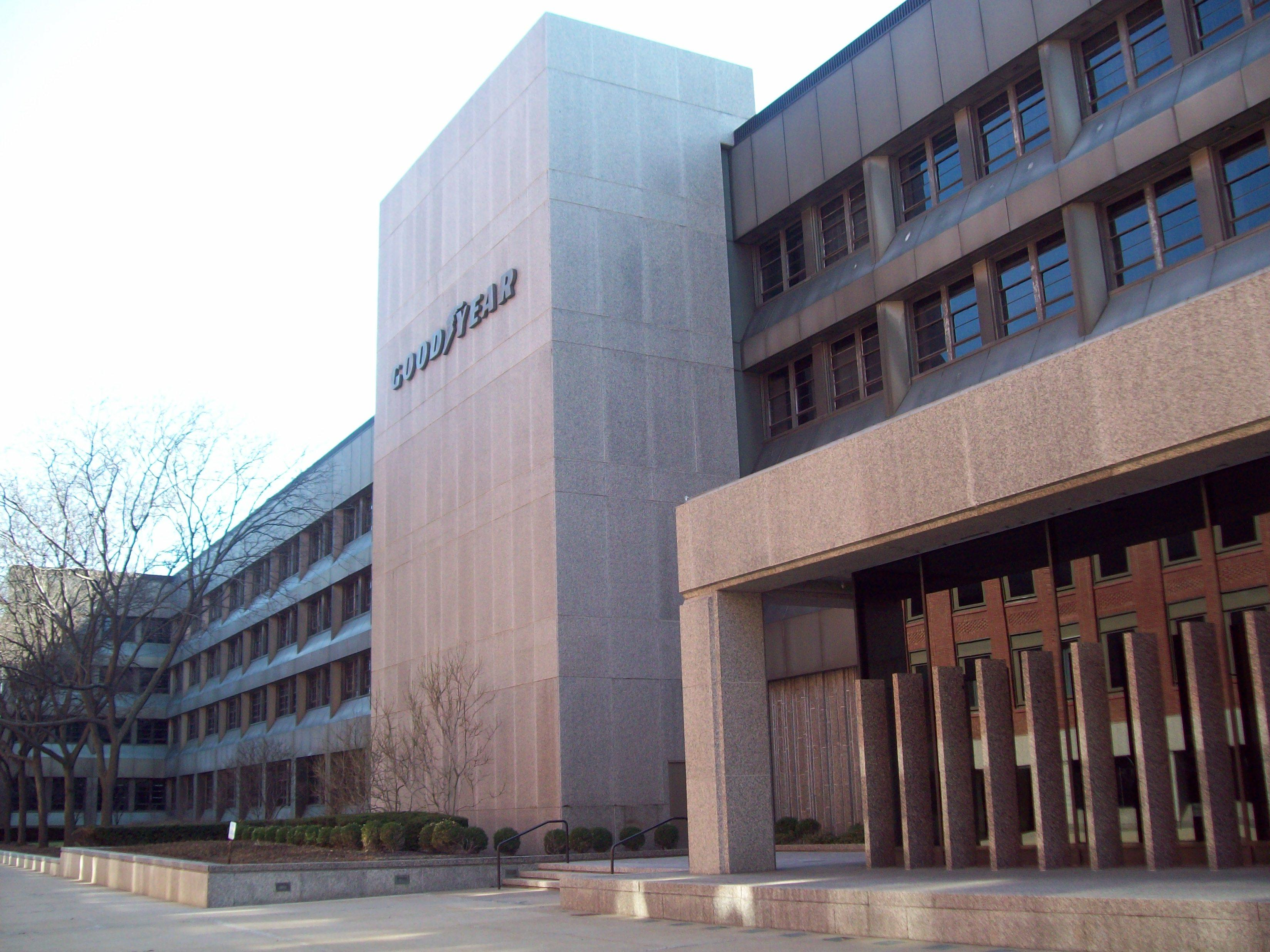
Sede principal en Akron

Goodyear tiene y opera tres instalaciones de investigación y desarrollo y centros técnicos:
- Centro de innovación en Akron, Ohio.
- Centro de innovación en Colmar-Berg, Luxemburgo.
- Centro técnico en Kobe, Japón: una empresa conjunta con Sumitomo Rubber Industries.

También tiene seis pistas de pruebas de neumáticos en las siguientes áreas:
- SAN, Texas.
- Mireval, Francia.
- Colmar-Berg, Luxemburgo.
- Akron, Ohio.
- Americana, Brasil.
- JARI Ibaraki, Japón.

## Reciclaje
En España la compañía ha creado, junto a otros productores e importadores de neumáticos, el sistema integrado de gestión de los neumáticos fuera de uso (Signus) para la reutilización, el reciclaje o la valorización en forma de materia prima o energía de los neumáticos usados. Dicho proceso de reciclaje fue regulado por el Real Decreto 1619/2005 de 30 de diciembre.